# Питтерлин, Фридрих Адольф
Фридрих Адольф Питтерлин (нем. Friedrich Adolf Pitterlin; 20 февраля 1769, Баутцен — 1 октября 1804, Магдебург) — немецкий композитор и дирижёр.
В 1785 году поступил в Лейпцигский университет изучать богословие, однако вскоре предпочёл этому занятия музыкой. Играл на виолончели в театральном оркестре, с 1788 года сочинял музыку для так называемого Немецкого оперного общества под руководством Йозефа Секонды, с 1789 года его второй дирижёр, руководил оперными спектаклями труппы во Фрайберге, Наумбурге, Бауцене, Цайце и Лейпциге. С 1794 г. возглавлял музыкальную часть так называемого Дёбелиновского театра (нем. Döbbelinsche Gesellschaft), созданного после смерти Карла Теофила Дёбелина его сыном Конрадом. Вместе с этой труппой перебрался в Магдебург, где Дёбелин-младший в 1795 году возглавил недавно основанный Национальный театр; главным дирижёром этого театра Питтерлин был до конца жизни. Осуществил первые в Магдебурге исполнения оперы Моцарта «Похищение из сераля» (1801) и оратории Гайдна «Времена года» (1803). Руководил также концертными программами Магдебургской масонской ложи.
Среди произведений Питтерлина наибольшее признание получила музыка к пьесам Генриха Фердинанда Мёллера «Цыгане» и Франца Эренберга «Князь и его народ». Ему принадлежали также различные вокальные сочинения, по большей части не сохранившиеся; Арнольд Шеринг, однако, оценивал музыку Питтерлина как живую и изящную, не чуждую моцартовской мелодичности (нем. Mozartsche Kantabilität). Среди учеников Питтерлина были Иоганн Андреас Зеебах и Фридрих Эрнст Феска.